# Флюкьер
Флюкье́р (фр. Fluquières) — коммуна во Франции, находится в регионе Пикардия. Департамент коммуны — Эна. Входит в состав кантона Сен-Кантен-1. Округ коммуны — Сен-Кантен.
Код INSEE коммуны — 02317.

## Население
Население по состоянию на 31 марта 2020 года составляет 15 453 человека.
| 1962 | 1968 | 1975 | 1982 | 1990 | 1999 | 2010 | 2016 |
| ---- | ---- | ---- | ---- | ---- | ---- | ---- | ---- |
| 162  | 200  | 181  | 189  | 184  | 197  | 213  | 226  |

## Экономика
В 2010 году среди 133 человек трудоспособного возраста (15—64 лет) 94 были экономически активными, 39 — неактивными (показатель активности — 70,7 %, в 1999 году было 75,9 %). Из 94 активных жителей работали 83 человека (46 мужчин и 37 женщин), безработных было 11 (4 мужчины и 7 женщин). Среди 39 неактивных 11 человек были учениками или студентами, 16 — пенсионерами, 12 были неактивными по другим причинам.